# Hartwrightia
Hartwrightia là một chi thực vật có hoa trong họ Cúc (Asteraceae).

## Loài
Chi Hartwrightia gồm các loài: